# یاماتو ناده‌شیکو

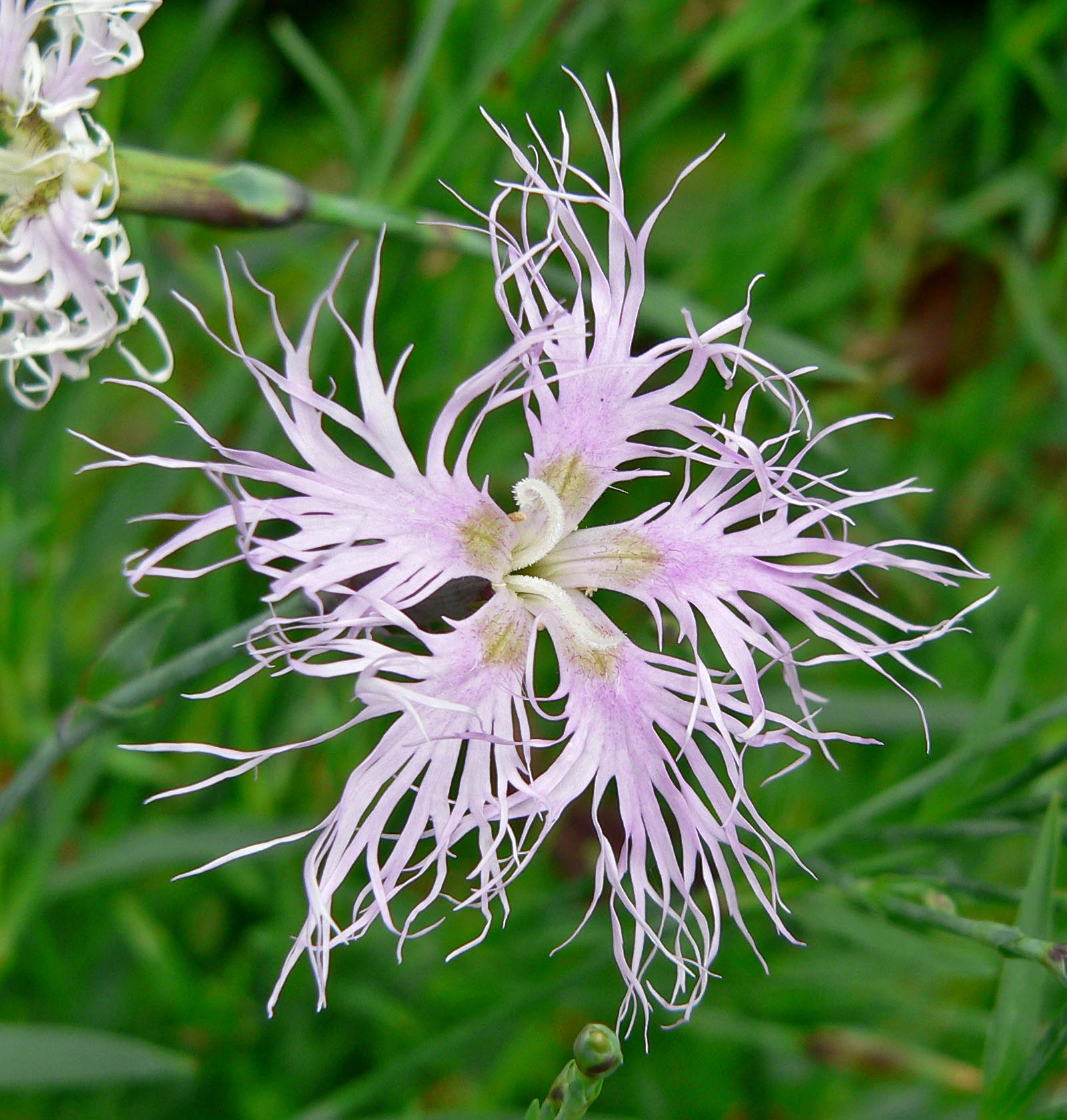
سوپرباس دیانتوس

یاماتو ناده‌شیکو やまとなでしこ، یک اصطلاح در زبان ژاپنی به معنای یک زن ژاپنی آرمانی است. این اصطلاح کهن الگوی زنانگی محافظه‌کار و سنتی است.

## منشأ و معانی نام
یاماتو (大和) نامی باستانی برای ژاپن بود و بنابراین دارای مفاهیم ملی‌گرایانه است. این نام همچنین حاوی استعاره به یک گل به نام سوپرباس دیانتوس است. کلمه ناده‌شیکو به یک میخک صورتی پر مانند اشاره دارد. کلمه ناده‌شیکو (撫子) همچنین به معنای کودک عزیز (به معنای "نوازش کودک"). ترکیب این دو معنی نشان دهنده گلی از مردم ژاپن است، یعنی معیار زیبایی زنانه که منحصراً ژاپنی است.
در حالی که این اصطلاح به آرمان‌های ژاپنی زنانگی، برخورداری از ظرافت و زیبایی اشاره دارد، همچنین قدرت درونی یاماتو ناده‌شیکو را توصیف می‌کند. یاماتو ناده‌شیکو ظرافت و احترام، و همچنین عزم آرام را نشان می‌دهد. اعتقاد بر این است که یاماتو ناده‌شیکو، هم باوقار و متواضع، هم ویژگی‌های ظرافت و شکنندگی، و همچنین ظرافت و استحکام را توأم دارد. اگرچه ظاهراً مطیع و فرمانبر است، اما در درون قوی است. از آنجایی که یاماتو ناده‌شیکو شخصیتی بالغ است، شخصیتی پرورش‌دهنده و در عین حال سازش‌ناپذیر دارد.

## استفاده مدرن از اصطلاح
اصطلاح یاماتو ناده‌شیکو اغلب برای توصیف یک زن جوان فرومایه و در زمینه معاصر، نوستالژی زنان با ویژگی‌های خوب که به‌طور فزاینده ای نادر شناخته می‌شوند، استفاده می‌شود.

### رسانه مدرن
اگرچه یاماتو ناده‌شیکو دیگر ایده‌آلی برای زنان در نظر گرفته نمی‌شود، اما همچنان در رسانه‌های فرهنگ پاپ مانند رمان‌ها، مانگا، انیمه، درام‌های تلویزیونی و فیلم‌ها به آن اشاره می‌شود. معمولاً برای اشاره به شخصیت‌های مؤنثی استفاده می‌شود که دارای ویژگی‌های بلوغ، فروتنی، ملایمت، لطف، عزم سازش‌ناپذیر و در عین حال پرورش‌دهنده هستند.

نوع شخصیت یاماتو ناده‌شیکو اغلب در انیمه به تصویر کشیده می‌شود. او که به دلیل داشتن شخصیت بالغ‌تر از سایر شخصیت‌ها جذاب است، اغلب کمی مسن‌تر است، حتی گاهی به عنوان یک معلم یا یک مادر معرفی می‌شود. جذابیت او در بلوغ جنسی و فضایل سنتی ژاپنی همراه با دلسوز بودن و در عین حال مطیع بودن او نهفته است.